# Argentinië op de Olympische Winterspelen 2010

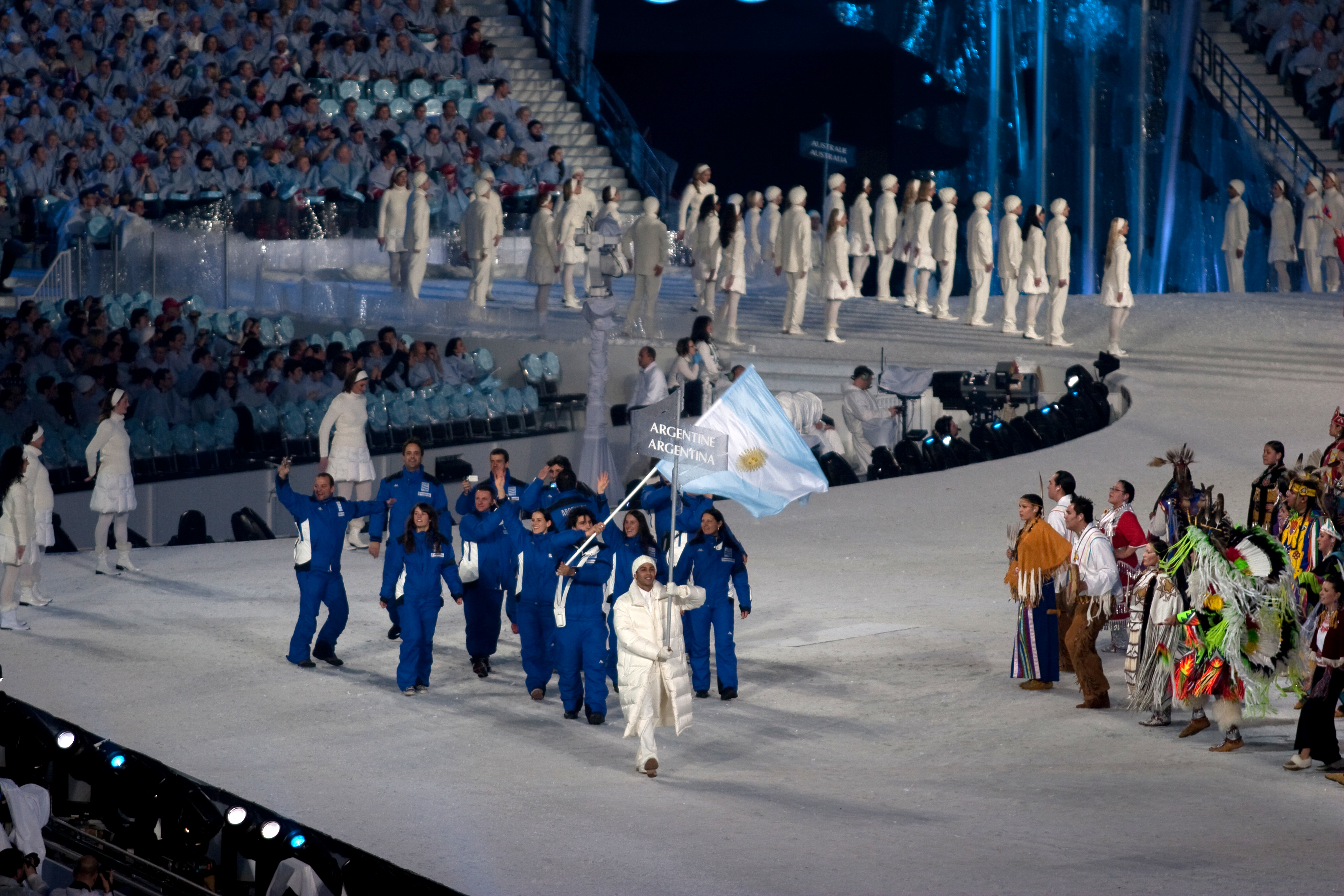
Het team van Argentinië bij de opening

Tijdens de Olympische Winterspelen van 2010, die in Vancouver (Canada) werden gehouden, nam Argentinië voor de zeventiende keer deel aan de Winterspelen.

## Deelnemers en resultaten
(m) = mannen, (v) = vrouwen 

### Alpineskiën
| Olympiër                       | Discipline       | Resultaat | Prestatie                                                           |
| ------------------------------ | ---------------- | --------- | ------------------------------------------------------------------- |
| Cristian Javier Simari Birkner | afdaling (m)     | 55e       | 2.01,67                                                             |
| Cristian Javier Simari Birkner | combinatie (m)   | DNF-2     | afdaling: 2.00,58 (44e) slalom: niet gefinisht                      |
| Cristian Javier Simari Birkner | reuzenslalom (m) | 34e       | run 1: 1.20,87 (39e) run 2: 1.23,76 (37e) totaal: 2.44,63 (+6,80)   |
| Cristian Javier Simari Birkner | slalom (m)       | 26e       | run 1: 51,35 (31e) run 2: 53,37 (26e) totaal: 1.44,72 (+5,40)       |
| Agustin Torres                 | reuzenslalom (m) | 54e       | run 1: 1.25,14 (61e) run 2: 1.28,12 (55e) totaal: 2.53,26 (+15,43)  |
| Agustin Torres                 | slalom (m)       | DNF-1     | run 1: niet gefinisht                                               |
|                                |                  |           |                                                                     |
| Macarena Simari Birkner        | combinatie (v)   | 26e       | afdaling: 1.29,56 (27e) slalom: 46,81 (21e) totaal: 2.16,37 (+7,23) |
| Macarena Simari Birkner        | afdaling (v)     | 31e       | 1.54,25                                                             |
| Macarena Simari Birkner        | super-g (v)      | 32e       | 1.27,48                                                             |
| Macarena Simari Birkner        | reuzenslalom (v) | 45e       | run 1: 1.23,29 (51e) run 2: 1.18,73 (44e) totaal: 2.42,02 (+14,91)  |
| Macarena Simari Birkner        | slalom (v)       | 36e       | run 1: 56,84 (44e) run 2: 55,51 (34e) totaal: 1.52,35 (+9,46)       |
| María Belén Simari Birkner     | combinatie (v)   | DNF-2     | afdaling: 1.30,19 (28e) slalom: niet gefinisht                      |
| María Belén Simari Birkner     | afdaling (v)     | 29e       | 1.53,62                                                             |
| María Belén Simari Birkner     | super-g (v)      | 31e       | 1.27,24                                                             |
| María Belén Simari Birkner     | reuzenslalom (v) | 46e       | run 1: 1.23,60 (52e) run 2: 1.18,74 (45e) totaal: 2.42,38 (+15,27)  |
| María Belén Simari Birkner     | slalom (v)       | DNF-2     | run 1: 58,99 (54e) run 2: niet gefinisht                            |
| Nicol Gastaldi                 | reuzenslalom (v) | 48e       | run 1: 1.24,25 (54e) run 2: 1.19,53 (48e) totaal: 2.43,78 (+16,67)  |
| Nicol Gastaldi                 | slalom (v)       | DNF-1     | run 1: niet gefinisht                                               |

### Langlaufen
| Olympiër      | Discipline            | Resultaat | Prestatie |
| ------------- | --------------------- | --------- | --------- |
| Carlos Lannes | 15 km vrije stijl (m) | 82e       | 41.34,9   |

### Rodelen
| Olympiër       | Discipline | Resultaat | Prestatie                                                                |
| -------------- | ---------- | --------- | ------------------------------------------------------------------------ |
| Ruben Gonzalez | enkel (m)  | 38e       | run 1: 52,540 run 2: 52,155 run 3: 52,298 run 4: 51,312 totaal: 3.28,305 |

Albanië · Algerije · Andorra · Argentinië · Armenië · Australië · Azerbeidzjan · België · Bermuda · Bosnië en Herzegovina · Brazilië · Bulgarije · Canada · Chili · China · Chinees Taipei · Colombia · Cyprus · Denemarken · Duitsland · Estland · Ethiopië · Finland · Frankrijk · Georgië · Ghana · Griekenland · Groot-Brittannië · Hongarije · Hongkong · Ierland · IJsland · India · Iran · Israël · Italië · Jamaica · Japan · Kaaimaneilanden · Kazachstan · Kirgizië · Kroatië · Letland · Libanon · Liechtenstein · Litouwen · Macedonië · Marokko · Mexico · Moldavië · Monaco · Mongolië · Montenegro · Nederland · Nepal · Nieuw-Zeeland · Noord-Korea · Noorwegen · Oekraïne · Oezbekistan · Oostenrijk · Pakistan · Peru · Polen · Portugal · Roemenië · Rusland · San Marino · Senegal · Servië · Slovenië · Slowakije · Spanje · Tadzjikistan · Tsjechië · Turkije · Verenigde Staten · Wit-Rusland · Zuid-Afrika · Zuid-Korea · Zweden · Zwitserland